# Ka-10
Ka-10 (ros. Ка-10) – radziecki lekki, jednomiejscowy śmigłowiec obserwacyjny skonstruowany w 1949 roku przez rosyjskiego konstruktora Nikołaja Kamowa. Śmigłowiec był rozwinięciem wcześniejszej wersji Ka-8. Zbudowano około 12 egzemplarzy śmigłowca.